# Markarian 1383
Markarian 1383 (ou Mrk 1383) est une vaste galaxie (elliptique ?) relativement éloignée et située dans la constellation de la Vierge. Sa vitesse par rapport au fond diffus cosmologique est de 26 192 ± 20 km/s, ce qui correspond à une distance de Hubble de 386,3 ± 27,0 Mpc (∼1,26 milliard d'al).
Selon les bases de données NASA/IPAC et Simbad, Mrk 1383 est une galaxie active de type Seyfert 1,. Selon la base de données Hyperleda et un article publié en 2014, Mrk 1383 hébergerait également en son sein un quasar,.